# Samovodéné
Samovodene est un village de l’oblast de Veliko Tarnovo, en Bulgarie.
Le village est situé à environ 10 km au nord de Veliko Tarnovo, près de la source d'une rivière, le Rakovets.